# Бишівський район
Бишівський район — адміністративно-територіальна одиниця, утворена в 1923 році в складі Київської округи. Районний центр — село Бишів.

## Історія
Станом на 7 березня 1923 року в районі було 78 населених пунктів, які підпорядковувались 14 сільським радам (Бишівська, Вульшківська, Грузськівська, Козичанська, Леонівська, Лишнянська, Мар'янівська, Мостищенська, Новосілківська, Пашківська, Соснівська, Юрівська, Ясногородська, Ястребнянська).
1932 року увійшов до складу новоутвореної Київської області.
Станом на 1 вересня 1946 року в районі було 24 населених пункти, які підпорядковувались 18 сільським радам. З них 18 сіл і 6 хуторів.
До складу району входили такі сільради: Бишівська, Веселослобідська, Вільненська, Вітрівська, Горобіївська, Гружчанська, Козичанська, Леонівська, Лишнянська, Мар'янівська, Мостищенська, Новосілківська, Пашківська, Соснівська, Чорногородська, Юрівська, Яблунівська та Ясногородська.
Район ліквідований 4 березня 1959 року, територія у повному складі відійшла до складу Макарівського району.